# Boktjasker Arnhem
Boktjasker Arnhem est un moulin à vent situé à Arnhem, dans la province de Gueldre aux Pays-Bas.